# Michael Harck
Michael Harck (* 22. Mai 1954 in Hamburg; † 11. Mai 2019 in Westerland) war ein deutscher Schauspieler, Hörspiel- und Synchronsprecher.

## Leben
Harck wirkte bereits als Kind bei Hörspielproduktionen des NDR mit und war als Synchronsprecher in Serien wie Skippy, das Känguruh und Die Partridge Familie zu hören. Nach dem Studium der Germanistik und Philosophie arbeitete er zunächst als redaktioneller Mitarbeiter für die ARD. Harck war seit den 1960er-Jahren Hörspiel- und Synchronsprecher. 1989 schrieb und produzierte er das Aufklärungs-Hörspiel für Kinder Ich glaub', der Storch klappert!. Ab 1990 arbeitete er als Supervisor für Synchronisationen. Michael Harck lebte auf Sylt und in Hamburg.

## Synchronrollen
- 1981–1990: Die Schlümpfe (als Handy Schlumpf)
- 1985: Fame (Carlo Imperato als Danny Amatullo)

## Hörspiele
- 1964: Ein Wintermärchen (nach William Shakespeare) – Regie: Fritz Schröder-Jahn, NDR
- 1965: Alle Vöglein, alle – Regie: Fritz Schröder-Jahn, NDR
- 1965: Jedermanns Weihnachtsbaum – Regie: Gerlach Fiedler, NDR
- 1967: Der Bräutigam – Regie: Fritz Schröder-Jahn, NDR
- 1967: Das wilde Auge – Regie: Heinz Hostnig, NDR
- 1967: Pastorale 67 (von Otto Heinrich Kühner) – Regie: Fritz Schröder-Jahn, NDR
- 1968: Der Obolus – Regie: Fritz Schröder-Jahn, NDR
- 1968: Der Prinz und der Betteljunge – Regie: Otto Kurth, NDR
- 1968: Bericht über die Pest in London, erstattet von Bürgern der Stadt, die im Jahre 1665, zwischen Mai und November, daran zugrunde gingen – Regie: Heinz von Cramer, NDR
- 1970: Requiem für Meister Slavko – Regie: Fritz Schröder-Jahn, NDR
- 1971: Lebenslauf – Regie: Otto Düben, NDR
- 1977: Das Geheimnis der Klippenburg
- 1979: Unterm roten Dach (als Peter)
- 1982: Europa-Gruselserie (Folgen 16 und 17 in verschiedenen Rollen)
- 1982–1984: Die Funk-Füchse (als Erzähler)
- 1982–2015: Ein Fall für TKKG (mehrere Episoden)
- 1983–1984, 2003–2004, 2012: Larry Brent (als Zeitansager)
- 1984: Dämonenkiller (als Alvirez)
- 1984: Tom und Locke (Folgen 2, 4, in verschiedenen Rollen)
- 1985: Lucky Luke von RCA (Folge 5, als Billy the Kid)
- 1986: Hanni und Nanni (Folge 8, als Punker)
- 1986–1992: Asterix (Europa) in nahezu allen Folgen in verschiedenen Rollen
- 1988–1991: Alf (ab Folge 14) (als Erzähler)
- 1988: Mäuseliebe (Folge 6, Euripides Gegenstrich)
- 1989: Fünf Freunde (Folge 29, als Pianist Barge)
- 1989: DuckTales – Neues aus Entenhausen (in allen Folgen, als Erzähler)
- 1989: Knight Rider (Folgen 1, 2, 4, 6, 9, 12, 13, 15, 18, 19, in verschiedenen Rollen)
- 1989: Pops der Sternenjunge (als Pops)
- 1989: Der kleine Vampir (Folgen 1, 3, 6, 7, 8, 10, 12–16, als Lumpi)
- 1991: Die Gummibären (Folgen 8, 9, als Erzähler)
- 1993: Dinosaurs – Die Dinos (als Erzähler)
- 1994: De dree olen Damen un de fröme Chinees – Regie: Wolf Rahtjen, RB
- 1999: Rudolph mit der roten Nase (zum Film von 1998, als Erzähler) – Regie: Hans-Joachim Herwald, Rabbit-Studio, H.-J. Herwald, 25474 Bönningstedt
- 2002: Lucky Luke von Karussell (Folgen 1,3 , 4, 6, verschiedene Rollen)
- 2004: Dan Shockers Gruselkabinett (Folge 2, als Tom Craine)
- 2006: Der Eunuch von Konstantinopel – Regie: Sven Stricker, NDR
- 2016: Die drei ??? (Folge 180, als Skinny Norris)